# Jeff Silva
Jefferson da Silva Nascimento (Campo Mourão, 1986. június 29. –), ismertebb nevén Jeff Silva, brazil labdarúgó, jelenleg a brazil másodosztályú ABC Futebol Clube hátvédje.

## Pályafutása
2012 januárjában leigazolta a Videoton FC.